# Høgskolen i Bergen
Høgskolen i Bergen (HiB) er en norsk professionshøjskole, der er beliggende i Bergen. Antallet af studerende er ca. 6.000, mens der er 600 ansatte.
Skolen blev etableret i 1994 gennem en fusion af seks tidligere uddannelsesinstitutioner i byen og består i dag af tre fakulteter: Pædagogik, ingeniørvidenskab samt sundheds- og samfundsvidenskab. Uddannelserne udbydes primært på professionsbachelorniveau, men der er også kandidat- og magisteruddannelser.
Høgskolen i Bergen er p.t. placeret på 6 adresser i Bergen, men planlægger at samle aktiviteterne i Kronstad.